# 6114 Dalla-Degregori
6114 Dalla-Degregori (tên chỉ định: 1984 HS1) là một tiểu hành tinh vành đai chính. Nó được phát hiện bởi Walter Ferreri và Vincenzo Zappalà ở Đài thiên văn La Silla ở Chile ngày 28 tháng 4 năm 1984.